# ターチャーン郡 (シンブリー県)
座標: 北緯14度45分42秒 東経100度23分24秒 / 北緯14.76167度 東経100.39000度
ターチャーン郡（ターチャーンぐん）はタイ中部・シンブリー県にある郡（アムプー）。

## 名称
ターチャーンとは、「象の船着き場」を意味する。元々、王室のための象が飼われていた船着き場だったことからそう呼ばれる。

## 歴史
1960年12月9日、プロムブリー郡から3のタムボンが分離しターチャーン分郡が成立。1963年1月3日分郡から郡へ昇格した。

## 地理
ノーイ川が市内の重要な水源である。川幅は広く、非常に豊かであったこのため、ここでは王室のための象が飼われていた。

## 経済
主な産業は農業で、コメ、果物の栽培などが行われている。

## 行政区分
郡は4つのタムボンに分かれ、さらにその下位に23の村（ムーバーン）がある。自治体（テーサバーン）があり以下のようになっている。
- テーサバーンタムボン・トーンサモー・・・タムボン・トーンサモーとタムボン・ピクントーンのほとんど

また郡内には2つのタムボン行政体（オンカーンボーリハーンスワンタムボン）がある。
- タムボン・トーンサモー・・・ตำบลถอนสมอ
- タムボン・ポープラチャック・・・ตำบลโพประจักษ์
- タムボン・ウィハーンカーオ・・・ตำบลวิหารขาว
- タムボン・ピクントーン・・・ตำบลพิกุลทอง